# 山本真平

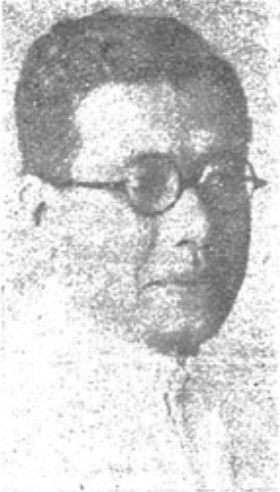
山本真平

山本 真平（眞平、やまもと しんぺい、1893年（明治26年）11月20日 - 没年不明）は、大正から昭和時代前期の台湾総督府官僚、検察官。台湾総督府食糧局長。

## 経歴・人物
山本芳太郎の二男として大分県北海部郡臼杵町（現・臼杵市）に生まれる。1919年（大正8年）7月に東京帝国大学法科（英法）を卒業し、山下汽船鉱業（商船三井の前身企業のひとつ）に入社する。のち法曹界に転じ、1922年（大正11年）5月、宇都宮地方司法官試補、大阪区裁判所検事を経て、1928年（昭和3年）7月に渡台し、台北地方法院検察官となる。
ついで台湾総督府官房法務課、法務課長事務取扱、法務課長、府審議室兼務、府総動員関係軍機文書取扱主任、府人事課長を経て、1939年（昭和14年）12月に台湾総督府食糧局長に就任。1941年（昭和16年）5月に退官し、皇民奉公会中央本部事務総長に転じた。